# Groupe Ojibwé de Leech Lake

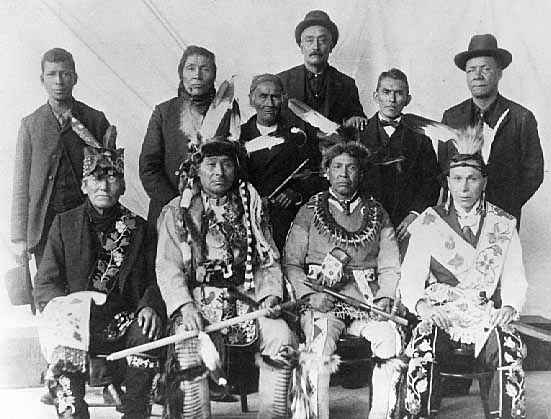
Délégation d'Ojibwés du Lac Leech à Washington, 1899.

Le groupe Ojibwé du lac Leech, également connu sous le nom de Chippewas du lac Leech ou la tribu Chippewa du Minnesota du lac Leech, et sous le nom Gaa-zagaskwaajimekaag Ojibweg en langue ojibwé, est un groupe ojibwé située au Minnesota et l'un des six groupements formant la tribu Chippewa du Minnesota. 
Ce groupe comptait 9 426 membres tribaux inscrits en mars 2014. Son territoire est la réserve indienne de Leech Lake, qui comprend onze communautés regroupées en trois districts, comme défini dans la constitution tribale.

## Gouvernement
En tant que membre de la tribu Chippewa du Minnesota, qui comprend également les bandes de Bois Forte, Fond du Lac, Grand Portage, Mille Lacs et White Earth, le groupe de Leech Lake est régi par une constitution tribale, rédigée à la suite de la Indian Reorganization Act de 1934. La constitution de cette tribu fut établi sur la base d'un système de gouvernance d'entreprise avec des « comités d'affaires de réserve », également appelés « conseils tribaux de réserve », et sont des organes gouvernementaux. Les comités sont composés d'un président, d'un secrétaire-trésorier et de trois représentants de district. Les représentants sont élus pour un mandat de quatre ans.
Le conseil tribal actuel est le suivant (avec l'année de la prochaine élection pour le poste entre parenthèses):
- Président Faron Jackson Sr. (2020)
- Secrétaire / Trésorier Arthur Archie LaRose (2022)
- Représentant du district I Robbie Howe (2022)
- Représentant du district II Steven White (2022)
- Représentant du district III LeRoy Staples-Fairbanks III (2020)

## Initiatives socio-économiques
Les Ojibwés du lac Leech exploitent trois casinos: le casino et l'hôtel Cedar Lakes à Cass Lake sur la réserve du lac Leech; Aurores boréales (« Northern Lights ») à Walker ; et White Oak à Deer River. La division « développement des affaires » de la réserve exploite également le complexe Che-We-Ka-E-Gon à Cass Lake, qui comprend une épicerie et une station-service, une boutique de cadeaux et un magasin de fournitures de bureau. De plus, le groupe exploite le Northern Lights Express, une station-service près du Casino Northern Lights. Le Palace Casino and Hotel a été remplacé par le nouvel hôtel Cedar Lakes Casino, dont l'ouverture était prévue le 8 août 2019 à Cass Lake.
En plus d'initiatives économiques, le groupe Ojibwé du lac Leech a fondé deux initiatives éducatives majeures: l'école Bug-O-Nay-Ge-Shig, une école à inscription ouverte de la maternelle à la 12e année, et le Collège tribal de Leech Lake, qui délivre des diplômes associés.
Comme les groupes de Red Lake et de White Earth, la bande de Leech Lake est connue pour sa tradition de chant d'hymnes en langue ojibwé.

## Citoyens notables
- Dennis Banks - cofondateur, écrivain et défenseur des questions autochtones du American Indian Movement
- Irene Folstrom - avocate et militante pour la justice sociale
- Priscilla A. Day[1] - Professeur agrégé de travail social et d'éducation à l'Université du Minnesota à Duluth[2]
- Skip Finn (1948–2018) - sénateur d'État et avocat ojibwé
- Elaine Fleming - Première maire anishinaabe de Cass Lake, Minnesota et présidente des arts et sciences humaines au Leech Lake Tribal College
- Annie Humphrey[3] - Musicienne-chanteuse-compositrice
- Scott Lyons[4] - Professeur adjoint d'anglais à l'Université de Syracuse et contributeur fréquent à Indian Country Today
- Ozaawindib - Ayaakwe, a servi de guide à Henry Rowe Schoolcraft
- Marilyn Russell - Ancienne directrice de bibliothèque à l'Université Haskell Indian Nations
- Chef John Smith - aurait vécu 137 ans
- Valerie Tanner - Professeure adjointe et directrice de la langue et de la culture ojibwées au Collège de Sainte-Scholastique
- Dr Anton Treuer[5] - Professeur adjoint de langue ojibwée à l'Université d'État de Bemidji et auteur d'histoires ojibwées
- David Treuer - auteur